# 2006年菲律賓土石流

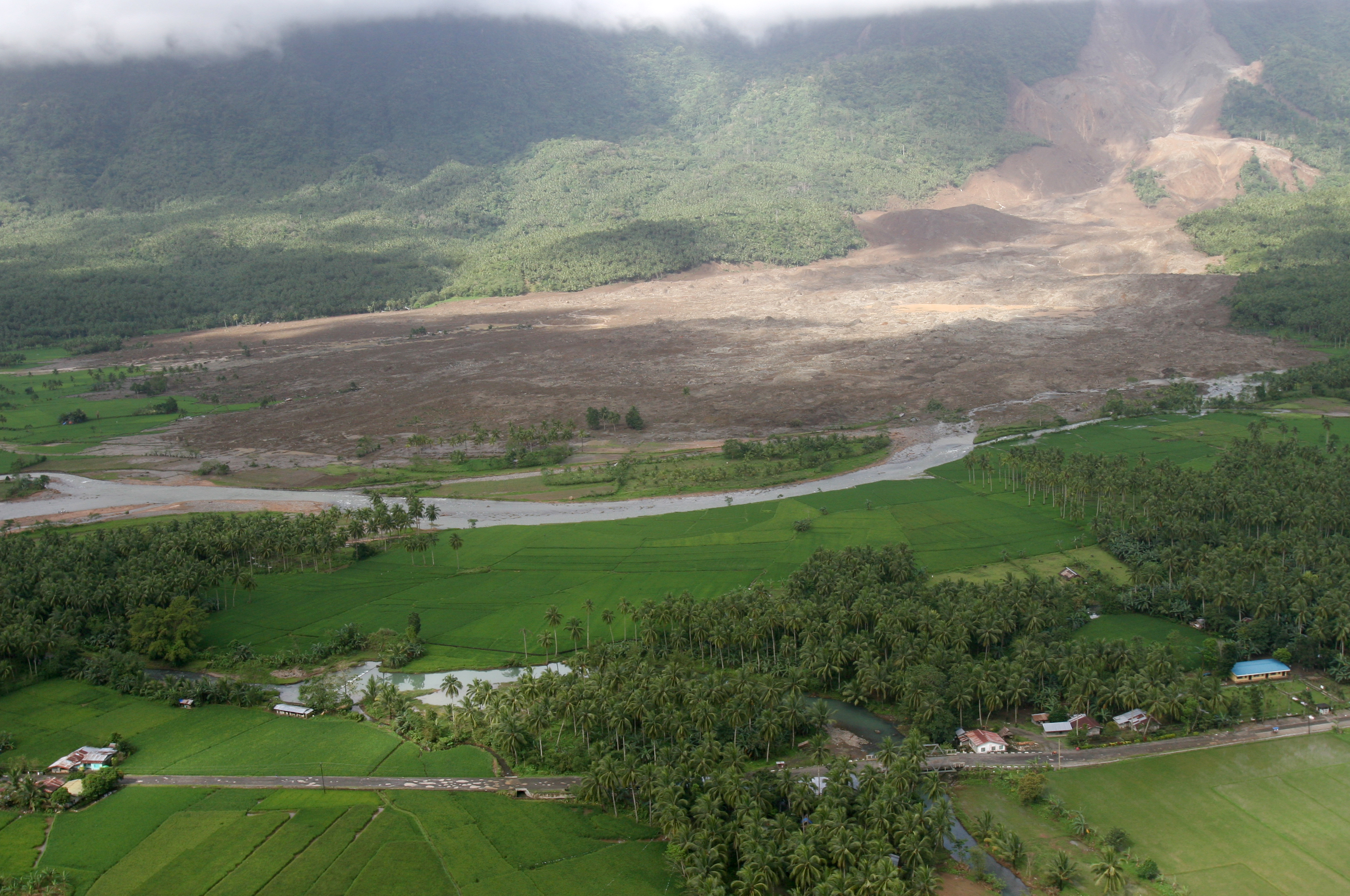
2006年2月17日早上，菲律賓中部莱特岛經過兩週暴雨後發生山崩，至少300人死亡，1,500人失蹤。

2006年菲律賓土石流發生於2006年2月17日菲律賓南萊特省，至少造成1,500人死亡。

## 經過
菲律賓中部的南萊特省（Southern Leyte）和南部的南蘇裡高省（Surigao del Sur）因暴雨成災，引發洪水和泥石流，至今已造成多人死亡。
南萊特省的官員說，2006年2月16日上午，當有兩輛汽車行駛在一條山間公路上時，路邊山坡突然發生泥石流事故，造成車上8人死亡，2人失蹤。
過去數天，菲律賓南部南蘇裡高省等地因連降大雨而發生洪水，共有10人被淹死，大量農作物被毀。
2月17日，南莱特省南部一村庄附近的山体发生严重滑坡，导致这个村庄全部被泥石流掩埋，至少有1500人失踪。救援人员仅找到了36具尸体，并营救出57名幸存者。

## 救援
来自台湾、马来西亚以及美国的救援小组抵达受灾地区加入救助工作。中国、马来西亚、澳大利亚以及亚太银行向灾区提供了援助款项。